# Setona Mizushiro
Setona Mizushiro (水城 せとな?, Mizushiro Setona; Kanagawa, 23 ottobre 1971) è una fumettista giapponese.
Ha debuttato nel 1993 come mangaka per la rivista giapponese Petit Flower. Negli anni successivi si è dedicata soprattutto a manga shōnen'ai e yaoi, ma il successo è giunto solo successivamente grazie a manga shōjo come Diamond Head e X-Days.

## Opere
- Sleeping Beauty (?): Pubblicato nel 1994.
- Violinist (?): Pubblicato dal 1994 al 1995.
- Itsuka suki da to itte (いつか好きだと言って?): Pubblicato nel 1995.
- 1999-nen shichi no gatsu-shanghai (?): Pubblicato dal 1995 al 1998.
- Mister Mermaid (?): Pubblicato nel 1996.
- Dousei ai (?): Pubblicato dal 1996 al 2001.
- 100-man doru no onna (?): Pubblicato nel 1997.
- Futari no tame ni sekai wa aru no (?): Pubblicato nel 1997.
- Soko wa nemuri no mori (そこは眠りの森?): Pubblicato nel 1998 dalla Shogakukan.
- Automatic Angel (?): Pubblicato dal 1999 al 2000 dalla Shogakukan.
- Shōjo ningyō (?): Pubblicato nel 1999.
- Allegro agitato (?): Pubblicato dal 1999 al 2000 dalla Shogakukan.
- Twins (?): Pubblicato nel 2000.
- Diamond Head (ダイアモンド・ヘッド?, Daiamondo heddo): Pubblicato dal 2001 al 2004 dalla Shogakukan.
- Maison de beauties (?): Pubblicato dal 2001 al 2002 dalla Shogakukan.
- X-Days (彼女たちのエクス・デイ?, Kanojo-tachi no ekusu day): Pubblicato dal 2002 al 2003 dalla Akita Shoten.
- S (エス?, Esu): Pubblicato dal 2003 al 2004.
- Shokubutsu zukan (?): Pubblicato nel 2004.
- Hōkago hokenshitsu (?): Pubblicato nel 2004.
- Afterschool Nightmare (放課後保健室?, Hōkago Hokenshitsu): Pubblicato dal 2004 al 2008 dalla Akita Shoten nel Princess.
- Il gioco del gatto e del topo (窮鼠はチーズの夢を見る?, Kyūso wa chīzu no yume o miru): Pubblicato dal 2006 al 2009 dalla Shogakukan.
- Shitsuren Chocolatier, dal 2008.